# Marguerite (comédie musicale)
Pour les articles homonymes, voir Marguerite.
Marguerite est une comédie musicale d'Alain Boublil, Claude-Michel Schönberg et Jonathan Kent, avec la musique de Michel Legrand et des paroles de Herbert Kretzmer.
Inspirée par La Dame aux camélias d'Alexandre Dumas fils et située durant la Seconde Guerre mondiale dans le Paris occupé, cette comédie musicale raconte l'histoire d'une ex-chanteuse de 40 ans et sa liaison avec un jeune musicien mêlé à la Résistance française, alors qu'elle est la maîtresse d'un officier nazi.
La création de Marguerite a lieu le 7 mai 2008 au Theatre Royal Haymarket, à Londres.

## Productions
Le spectacle a commencé les avant-premières au Theatre Royal Haymarket de Londres le 7 mai 2008 et a eu sa soirée presse le 20 mai 2008. Les co-auteurs et producteurs Alain Boublil et Claude-Michel Schönberg ont annoncé une date de clôture anticipée le 13 septembre 2008 (elle était prévue jusqu'au 1er novembre 2008).
Une nouvelle production de Marguerite a ouvert le 2 décembre 2010 à Ostrava, en République tchèque. Cette production était totalement différente de la mise en scène originale à Londres, livret entièrement réécrit et paroles d'Alain Boublil et de sa femme Marie Zamora. De nouveaux numéros musicaux ont été écrits par Michel Legrand et une toute nouvelle orchestration a été ajoutée par William David Brohn. Cette nouvelle version a été produite par le Théâtre National Moravie-Silésieen, avec des paroles de Michael Prostejovsky. L'équipe créative tchèque était dirigée par la réalisatrice Gabriela Haukvicová. L'actrice principale Hana Fialová a été nommée pour le prix Thalia dans la catégorie Opérette, comédie musicale et autres genres musicaux dramatiques pour une performance féminine exceptionnelle sur scène.
Le premier renouveau londonien de Marguerite a été mis en scène par Alex Parker Productions du 3 au 28 octobre 2012 au Tabard Theatre, après avoir subi de nombreux remaniements. Bien que le concept n'ait pas changé de manière significative, les chansons présentées étaient un hybride de la production du Theatre Royal Haymarket et de la production d'Ostrava, en République tchèque. Il comportait un tout nouveau livre avec une intrigue révisée d' Alain Boublil et du réalisateur Guy Unsworth. La partition a reçu une refonte de Jude Obermüller, avec une nouvelle orchestration de 7 morceaux et des paroles supplémentaires de Callum McIntyre.

## Numéros musicaux
| Acte I - Come One Come All – Ensemble - Let the World Turn – Marguerite, Georges and Ensemble - Jazz Time – Annette, Armand, Lucien, Pierrot and Ensemble - China Doll – Marguerite - China Doll (Reprise) – Armand and Marguerite - The Face I See – Marguerite - Time Was When – Lucien, Annette, Pierrot and Armand - The World Begins Today – Ensemble - Waiting – Armand and Marguerite - Intoxication – Armand, Marguerite and Otto - Day by Day (Part One) – Ensemble - I Am Here – Marguerite et Armand - Take Good Care of Yourself – Annette and Lucien | Acte II - Day by Day (Part Two) – Marguerite, Armand, Otto and Ensemble - Dreams Shining Dreams – Marguerite and Armand - Take Good Care of Yourself (Reprise) – Annette - I Hate the Very Thought of Women – Otto - The Letter – Marguerite and Otto - What's Left of Love – Armand - Paris – Chanteuse, Marguerite, Otto, Armand, Pierrot and Lucien - Day by Day (Part Three) – Ensemble - How Did I Get to Where I Am? – Marguerite - Day by Day (Part Four) – Ensemble - Come One Come All (Reprise) – Ensemble - Finale – Marguerite et Armand |

## Prix et nominations

### Production originale de Londres
| Année | Récompense             | Catégorie                                          | Nomination       | Résultat   |
| ----- | ---------------------- | -------------------------------------------------- | ---------------- | ---------- |
| 2009  | Laurence Olivier Award | Best Actress in a Musical                          | Ruthie Henshall  | Nomination |
| 2009  | Laurence Olivier Award | Best Performance in a Supporting Role in a Musical | Alexander Hanson | Nomination |
| 2009  | Laurence Olivier Award | Best Set Design                                    | Paul Brown       | Nomination |

## Référence
- (en) Cet article est partiellement ou en totalité issu de l’article de Wikipédia en anglais intitulé « Alain Boublil » (voir la liste des auteurs).

1. ↑  Parker, Alex.July, 2012